# Акведук у Сеговії

Герб Сеговії, на якому зображено акведук

Акведук Сеговії — акведук римських часів, найбільший у Західній Європі. Акведук є одним з головних символів Сеговії і навіть зображений на гербі міста. У 1884 році акведук було занесено до списку національних пам'яток Іспанії, а в 1985 до Світової спадщини ЮНЕСКО.
Збудований у другій половині І чи на межі І та II століть нашої ери, тобто його вік складає майже дві тисячі років. Щодо дати будівництва існують різні погляди, але найпопулярнішою є віднесення його до років правління Веспасіана. Довжина аркової конструкції через яр, а саме за цим показником сеговійський акведук утримує першість, 728 метрів. Вона складається зі 162 арок. Повна довжина водогону від річки на Сьєррі де Ґуадаррама до Сеговії — 17 кілометрів. Акведук — це не лише водогін, а й водосховище, де вода відстоювалася перед тим, як потрапити власне до міста. Найвищий акведук над площею Асогехо (Azoguejo), де досягає 28 метрів. Фундамент арок акведука занурено в землю на 6,5 метра. Арковий міст збудовано з близько 25 тисяч гранітних брил, з'єднаних лише силою тяжіння. Можливо, саме це пояснює довговічність моста, бо великі блоки без розчину мають певну рухливість і внаслідок цього споруда стійкіша до землетрусів.
Акведук працював до XI століття, аж доки в 1072 році під час облоги маври не зруйнували кілька його секцій. У XV столітті дон Педро Меса (don Pedro Mesa), пріор сусіднього монастиря (Jeronimos del Parral), відбудував зруйновані арки й акведук працював далі аж до кінця XIX століття.
Акведук прикрашено двома статуями — Святого Естебана та покровительки міста діви Фуенсісли, встановленими в XVI столітті в ніші, де колись були статуї легендарного засновника Сеговії Геракла Єгипетського.

## Галерея

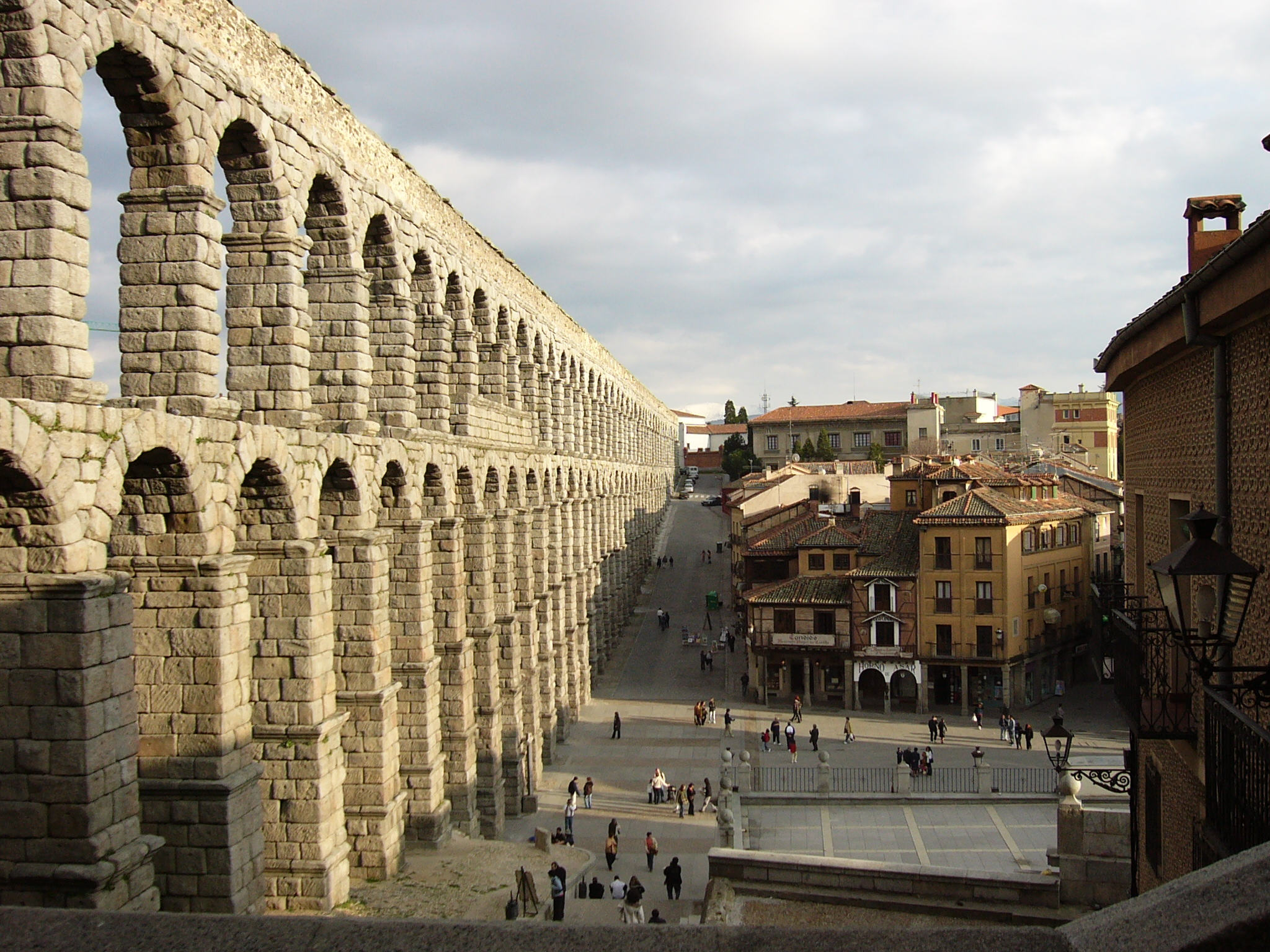
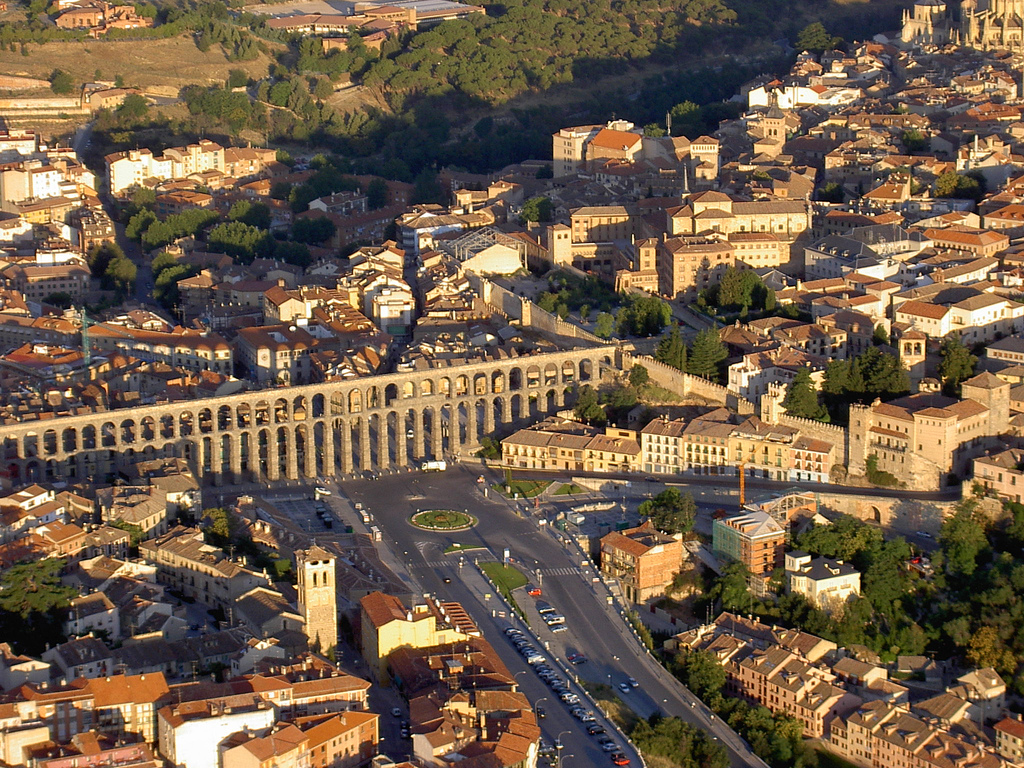
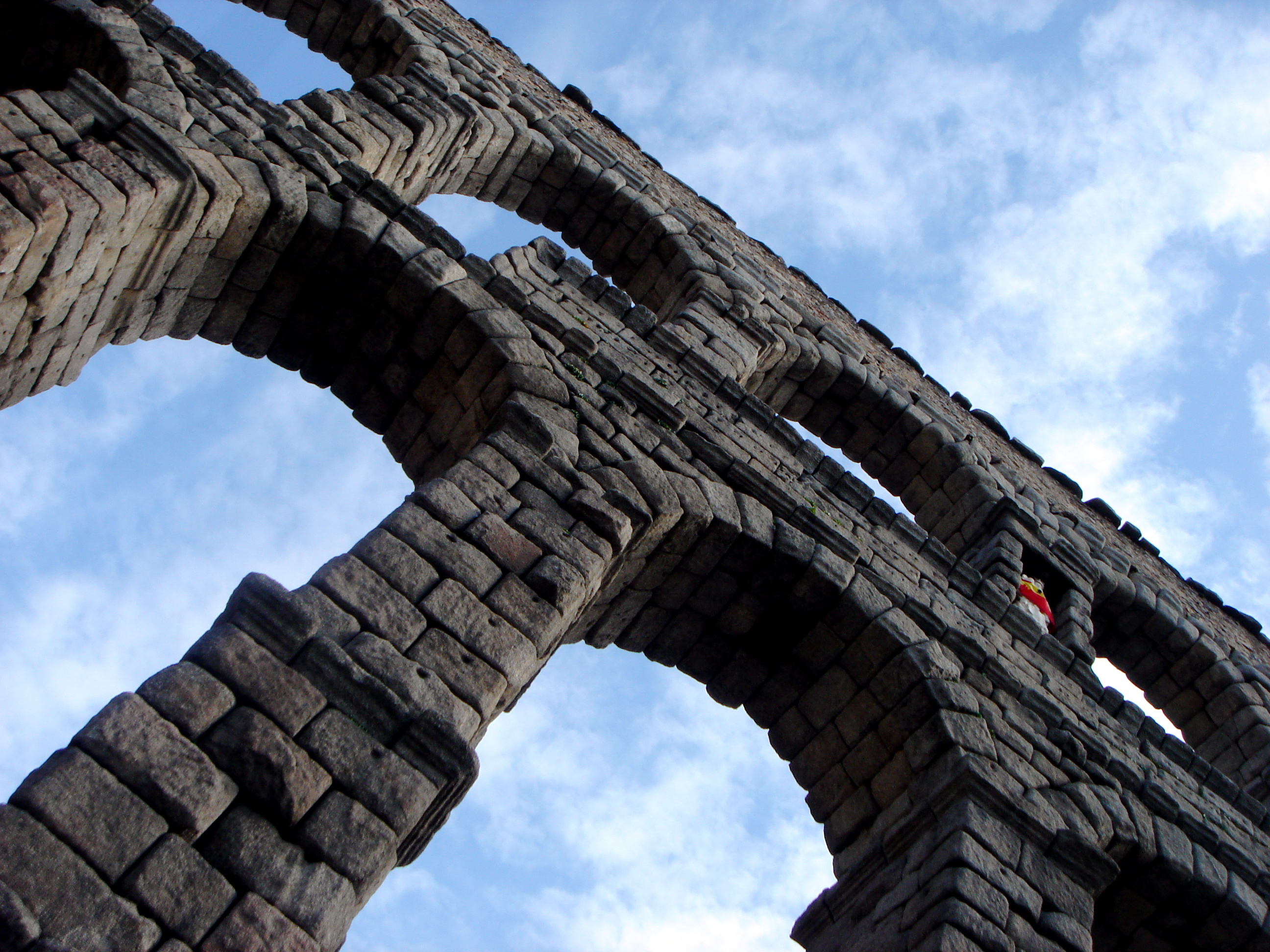
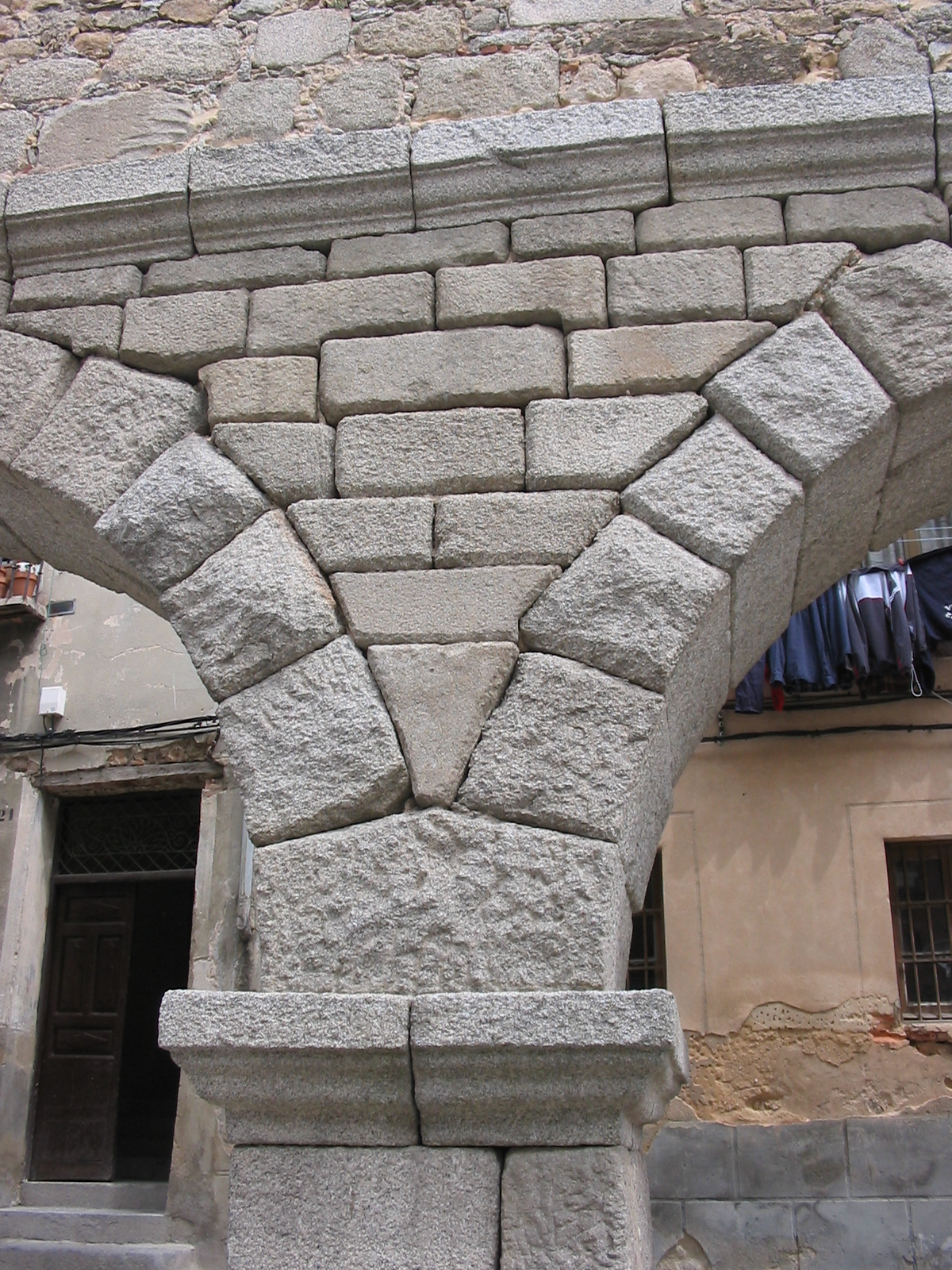
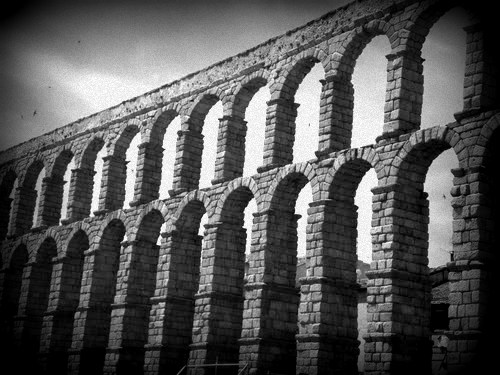
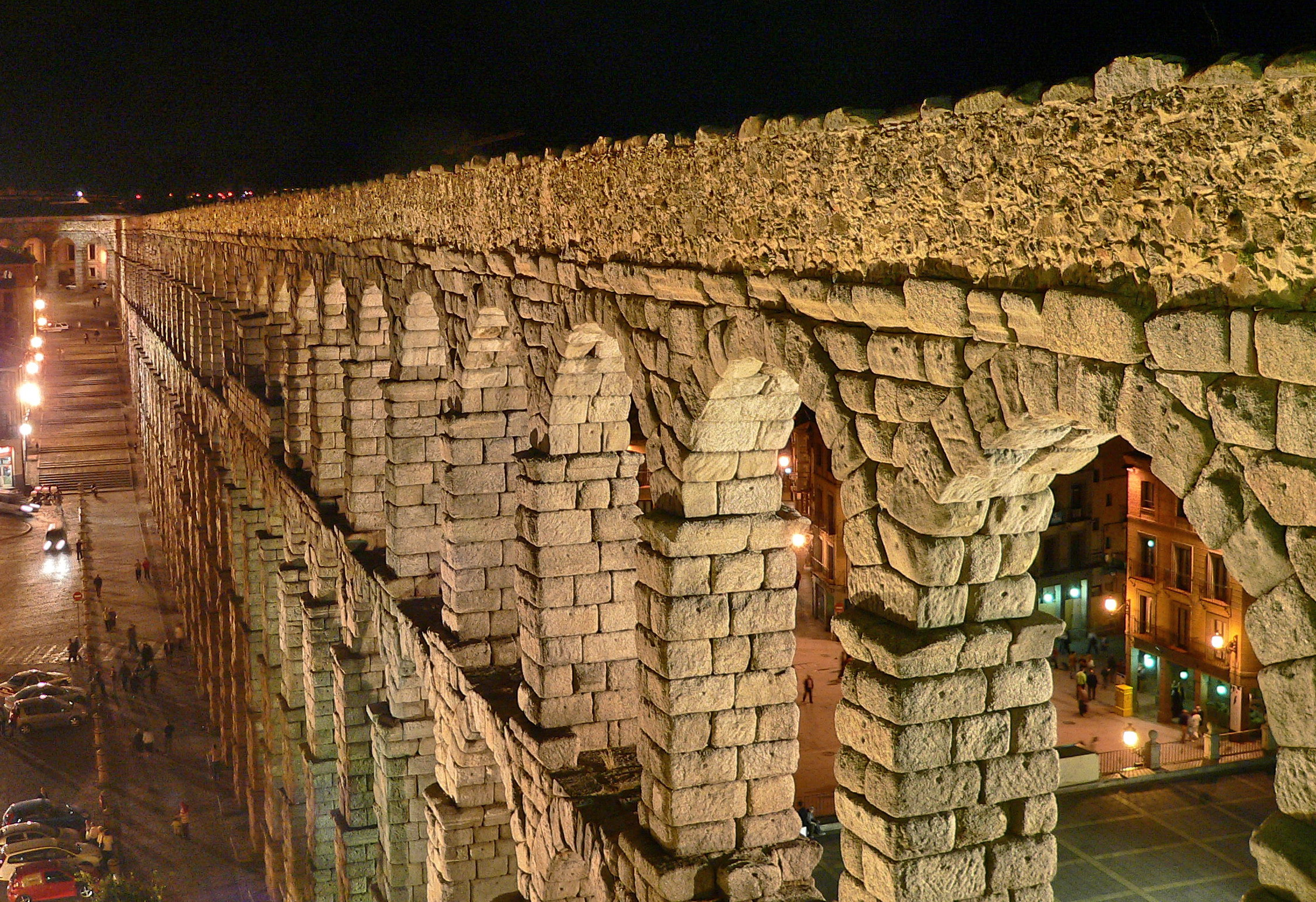
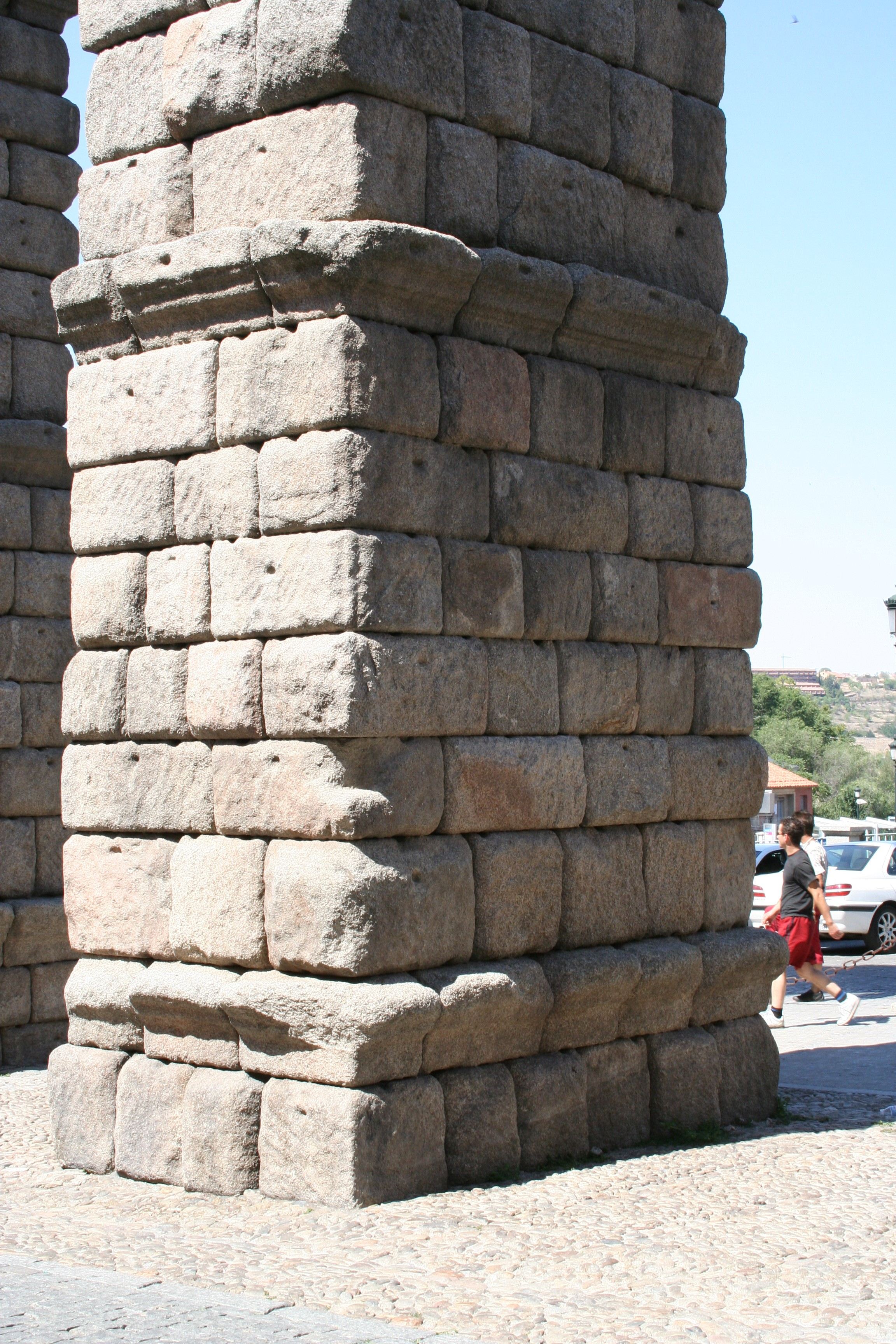
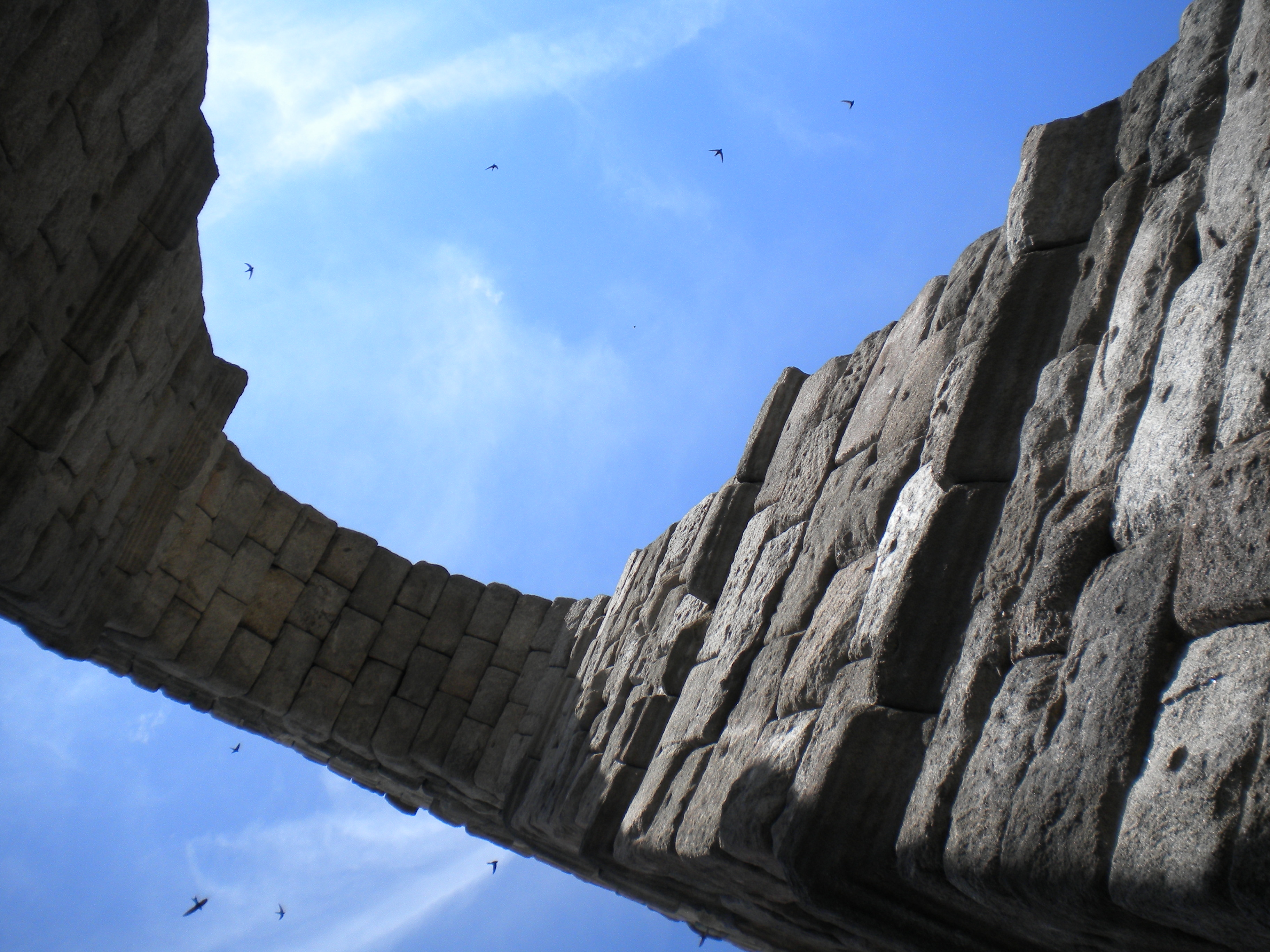